# Thoracochromis
Thoracochromis – rodzaj słodkowodnych ryb okoniokształtnych z rodziny pielęgnicowatych (Cichlidae), blisko spokrewniony z Haplochromis. 

## Występowanie
Afryka.

## Klasyfikacja
Gatunki zaliczane do tego rodzaju:
- Thoracochromis albolabris (Trewavas & Thys van den Audenaerde, 1969)
- Thoracochromis buysi (Penrith, 1970)
- Thoracochromis lucullae (Boulenger, 1913)
- Thoracochromis wingatii (Boulenger, 1902)